# Pollancre ver
El pollancre ver, pollanc, poll/pollancre negre o àlber negre (Populus nigra) és un arbre caducifoli de la família de les Salicàcies, el qual ha estat cultivat des de l'antiguitat. Actualment creix espontàniament a la major part d'Europa, al nord d'Àfrica i al sud-oest d'Àsia, vivint als boscos de ribera i llocs humits, i també a les terres remogudes, sempre lluny de la sequedat i entre 0 i 1.400 metres d'altitud (rarament fins a 1.600 metres). A prop dels rius conviu amb altres pollancres.
Arriba normalment a fer de 20 a 30 m d'alçada i excepcionalment a 40 m. La seva escorça és d'una color grisa característica i llisa, la qual a poc a poc es va esquerdant. Les seves fulles es poden reconèixer fàcilment, ja que tenen una forma triangular molt clara, oscil·lant entre una forma de diamant a una de triangular de 5-8 cm de llarg i 6-8 cm d'ample i són verdes en la cara i l'anvers. El pollancre és una espècie dioica, és a dir que hi ha peus mascle i peus femella, i en tots els casos les flors es disposen en aments, una agrupació densa de flors allargada i cilíndrica que, en el cas dels pollancres, són molt fàcils de veure al febrer i març, ja que surten abans que brotin les fulles. Les seves llavors són minúscules i tenen uns pèls llargs cotonosos dissenyats expressament perquè la dispersió de les llavors es faci a través del vent, i així arribar el més lluny possible.
Existeixen tres subespècies, tot i que alguns botànics en distingeixen una quarta:
- Populus nigra subsp. nigra.
- Populus nigra subsp. betulifolia (Pursh) W.Wettst.
- Populus nigra subsp. caudina (Ten.) Bugała.
- Populus nigra var. afghanica Aitch. & Hemsl. (sinònim P. nigra var. thevestina)